# Ancistrocerus aureovillosus
Ancistrocerus aureovillosus är en stekelart som beskrevs av Giordani Soika 1977. Ancistrocerus aureovillosus ingår i släktet murargetingar, och familjen Eumenidae. Inga underarter finns listade i Catalogue of Life.